# All for a Girl
All for a Girl é um curta-metragem mudo norte-americano de 1916, do gênero comédia, dirigido por Roy Applegate e estrelado por Oliver Hardy.

## Enredo
Plump (Oliver Hardy) e Runt (Billy Ruge) estão interessados na mesma garota, Elsie. Ela concorda em casar com o pretendente que obtiver a melhor oportunidade de emprego.

## Elenco

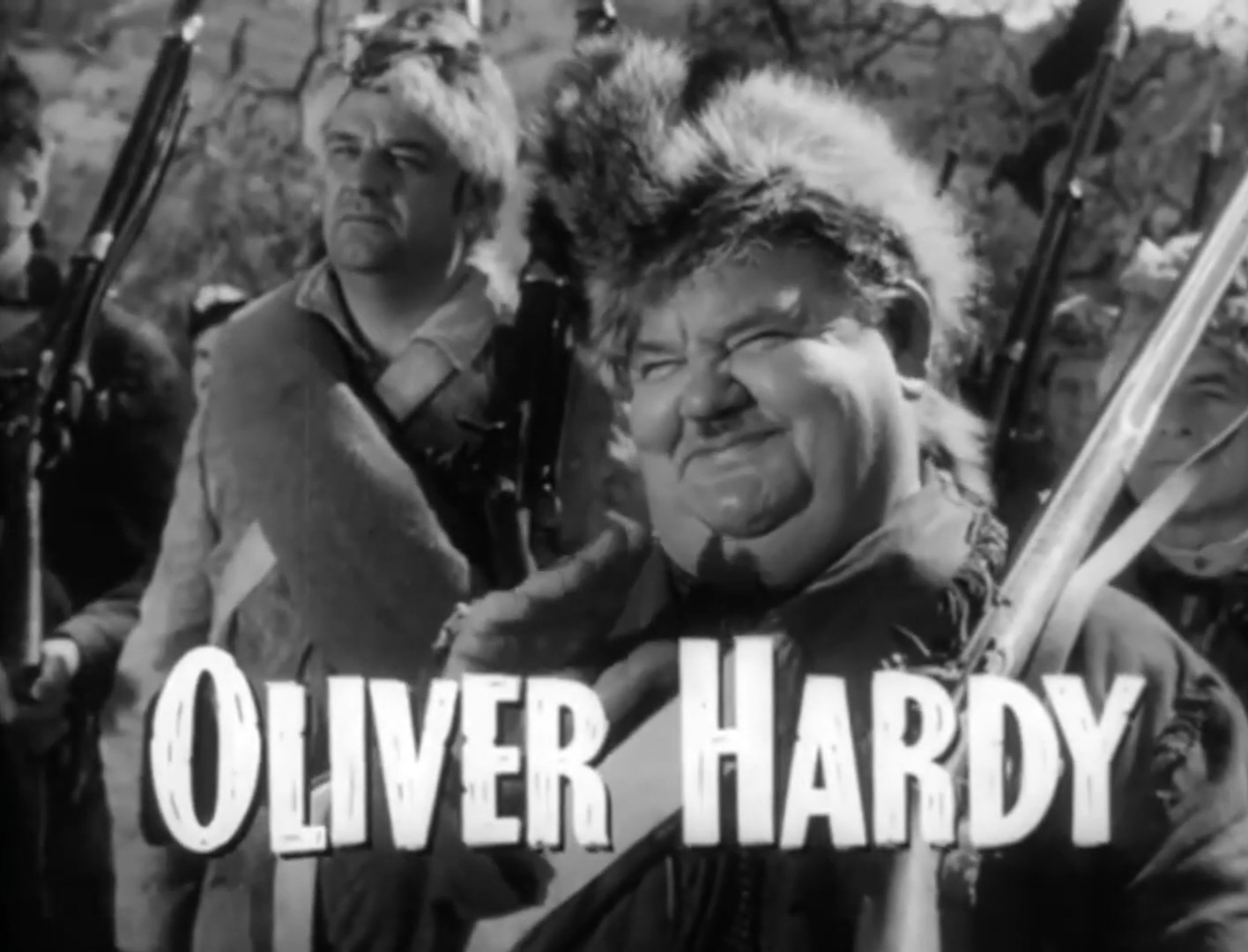
Oliver Hardy

- Oliver Hardy - Plump (como Babe Hardy)
- Billy Ruge - Runt
- Elsie MacLeod - Elsie